# Oxydia apidaniata
Oxydia apidaniata är en fjärilsart som beskrevs av Achille Guenée 1858. Oxydia apidaniata ingår i släktet Oxydia och familjen mätare. Inga underarter finns listade i Catalogue of Life.